# Gol-e Sheykhān
Gol-e Sheykhān (persiska: گل شیخان, گُلِ شِيخان) är en ort i Iran.   Den ligger i provinsen Västazarbaijan, i den nordvästra delen av landet, 600 km väster om huvudstaden Teheran. Gol-e Sheykhān ligger 1 812 meter över havet och antalet invånare är 410.
Terrängen runt Gol-e Sheykhān är varierad. Runt Gol-e Sheykhān är det ganska tätbefolkat, med 185 invånare per kvadratkilometer. Närmaste större samhälle är Jalqarān, 14,9 km norr om Gol-e Sheykhān. Trakten runt Gol-e Sheykhān består i huvudsak av gräsmarker.